# Промеса
Промеса (фр. promesse, від лат. promissio — обіцянка) — документ, за яким власник облігації, або лотерейного квитка зобов'язується переуступити їх за певну винагороду, якщо на них випаде виграш у найближчому тиражі. Одна з форм спекуляції виграшними позиками.